# Acraea vulpinopsis
Acraea vulpinopsis är en fjärilsart som beskrevs av Birket-smith 1960. Acraea vulpinopsis ingår i släktet Acraea och familjen praktfjärilar. Inga underarter finns listade i Catalogue of Life.